# تشارلي أوكونور
تشارلي أوكونور (بالإنجليزية: Charlie O'Connor)‏ هو سياسي أيرلندي، ولد في 9 أبريل 1946 في دبلن في جمهورية أيرلندا. حزبياً، نشط في فيانا فايل. في الانتخابات العمومية الإيرلندية 2002 ‏، انتخب نائب دييل عن دائرة دبلن الجنوبية الغربية ‏ وقد انضم خلال فترته النيابية ‏ (6 يونيو 2002 – 26 أبريل 2007) للكتلة البرلمانية فيانا فايل وفي الانتخابات العمومية الأيرلندية 2007 ‏، انتخب نائب دييل عن دائرة دبلن الجنوبية الغربية ‏ وقد انضم خلال فترته النيابية ‏ (14 يونيو 2007 – 1 فبراير 2011) للكتلة البرلمانية فيانا فايل.